# Lake Marian Falls
Die Lake Marian Falls sind ein aus Kaskaden bestehender Wasserfall im Fiordland-Nationalpark auf der Südinsel Neuseelands. Er liegt im Lauf des Marian Creek, des Überlaufs des Lake Marian, der hinter dem Wasserfall in den Hollyford River/Whakatipu Kā Tuka mündet. Seine Fallhöhe beträgt 6 Meter.
Vom Besucherparkplatz an der Lower Hollyford Road führt ein Wanderweg, der zu Beginn den Hollyford River über eine Hängebrücke quert, in etwa 10 Minuten zum Wasserfall.